# Ga Sinsa
Ga Sinsa (Tiếng Hàn: 신사역, Hanja: 新沙驛) là ga trung chuyển trên Tàu điện ngầm vùng thủ đô Seoul tuyến 3 và Tuyến Shinbundang giữa Sinsa-dong, Gangnam-gu và Jamwon-dong, Seocho-gu, Seoul. Nó nằm ở phía Bắc Gangnam-daero.

## Lịch sử
- 13 tháng 9 năm 1983: Tên ga được quyết định là Ga Sinsa [2]
- 18 tháng 10 năm 1985: Khai trương Tàu điện ngầm vùng thủ đô Seoul tuyến 3 giữa Dongnimmun ~ Yangjae
- 28 tháng 5 năm 2022: Trở thành ga trung chuyển với việc khai trương đoạn Gangnam ~ Sinsa của Tuyến Shinbundang

## Bố trí ga

### Tuyến số 3 (B2F)
| Apgujeong ↑ |
| \| N/B      |
| ↓ Jamwon    |

| Hướng Bắc | ●Tuyến 3 | ← Hướng đi Apgujeong · Chungmuro · Gupabal · Daehwa   |
| Hướng Nam | ●Tuyến 3 | → Hướng đi Xe buýt tốc hành · Dogok · Suseo · Ogeum → |

### Tuyến Shinbundang (B4F)
| Bắt đầu.Kết thúc |
| \| S/B           |
| ↓ Nonhyeon       |

| Hướng Bắc | ● Tuyến Shinbundang | Kết thúc tại ga này                               |
| Hướng Nam | ● Tuyến Shinbundang | Hướng đi Nonhyeon · Gangnam · Pangyo · Gwanggyo → |

## Xung quanh nhà ga
| Lối ra \| 나가는 곳 \| Exit \| 出口 | Lối ra \| 나가는 곳 \| Exit \| 出口 |
| ----------------------------------- | --- |
| 1                                   | Công viên Hakdong Dịch vụ Hưu trí Quốc gia Trụ sở khu vực phía Nam Seoul Trường trung học cơ sở Eonbuk Trụ sở Hải quan Seoul Bệnh viện Đại học Eulji Gangnam                                                                  |
| 2                                   | Nonhyeon 1-dong |
| 3                                   | Electric Contractors' Financial Cooperative |
| 4                                   | Trung tâm cộng đồng Jamwon-dong/Trung tâm an toàn công cộng Jamwon Cung điện Sinbanpo Raemian Trung tâm Phụ nữ và Gia đình Seocho Jamwon Gangnam-daero                                                                        |
| 5                                   | Cầu Hannam Trường trung học Shindong, Trường tiểu học Shindong Seoul Trường nghệ thuật giải trí Hàn Quốc Viện nghiên cứu sức khỏe nghề nghiệp Jeonghae Sinbanpor L APT Trung tâm Sinbanpo Raemian Rio Lotte Castle Galaxy APT |
| 6                                   | Trung tâm cộng đồng Sinsa-dong Trường trung học cơ sở Sinsa Miseong APT Cầu Hannam |
| 7                                   | Sinsa-dong |
| 8                                   | Khu vực Sinsa Sinsa-dong Garosu-gil Trường tiểu học Seoul Shingu Công viên Dosan |

## Thay đổi hành khách
| Năm | Số lượng hành khách (người) | Số lượng hành khách (người) | Tổng cộng | Ghi chú |  |  |  |
| --- | --------------------------- | --------------------------- | --------- | ------- |  |  |  |
| Năm | 1994                        | 63,620                      | Tổng cộng | Ghi chú |  |  |  |
| 1995 | 69,879                      |                             |           |         |  |  |  |
| 1996 | 67,998                      |                             |           |         |  |  |  |
| 1997 | 66,875                      |                             |           |         |  |  |  |
| 1998 | 59,964                      |                             |           |         |  |  |  |
| 1999 | —                           |                             |           |         |  |  |  |
| 2000 | 57,849                      |                             |           |         |  |  |  |
| 2001 | 52,540                      |                             |           |         |  |  |  |
| 2002 | 53,286                      |                             |           |         |  |  |  |
| 2003 | 51,739                      |                             |           |         |  |  |  |
| 2004 | 51,641                      |                             |           |         |  |  |  |
| 2005 | 50,349                      |                             |           |         |  |  |  |
| 2006 | 50,292                      |                             |           |         |  |  |  |
| 2007 | 49,540                      |                             |           |         |  |  |  |
| 2008 | 48,855                      |                             |           |         |  |  |  |
| 2009 | 50,116                      |                             |           |         |  |  |  |
| 2010 | 54,807                      |                             |           |         |  |  |  |
| 2011 | 59,621                      |                             |           |         |  |  |  |
| 2012 | 63,767                      |                             |           |         |  |  |  |
| 2013 | 66,299                      |                             |           |         |  |  |  |
| 2014 | 68,391                      |                             |           |         |  |  |  |
| 2015 | 65,810                      |                             |           |         |  |  |  |
| 2016 | 65,649                      |                             |           |         |  |  |  |
| 2017 | 63,649                      |                             |           |         |  |  |  |
| 2018 | 66,532                      |                             |           |         |  |  |  |
| 2019 | 68,540                      |                             |           |         |  |  |  |
| 2020 | 50,859                      |                             |           |         |  |  |  |
| 2021 | 51,129                      |                             |           |         |  |  |  |
| 2022 | 54,434                      | 14,385                      | 68,819    | [ 3 ]   |  |  |  |
| 2023 | 55,012                      | 16,206                      | 71,218    |         |  |  |  |
| Nguồn |                             |                             |           |         |  |  |  |
| : Phòng dữ liệu Tổng công ty Vận tải Seoul : Hệ thống thông tin tích hợp dữ liệu lớn thẻ giao thông vận tải, Bộ Đất đai, Cơ sở hạ tầng và Thống kê đường sắt Giao thông vận tải |                             |                             |           |         |  |  |  |

## Hình ảnh

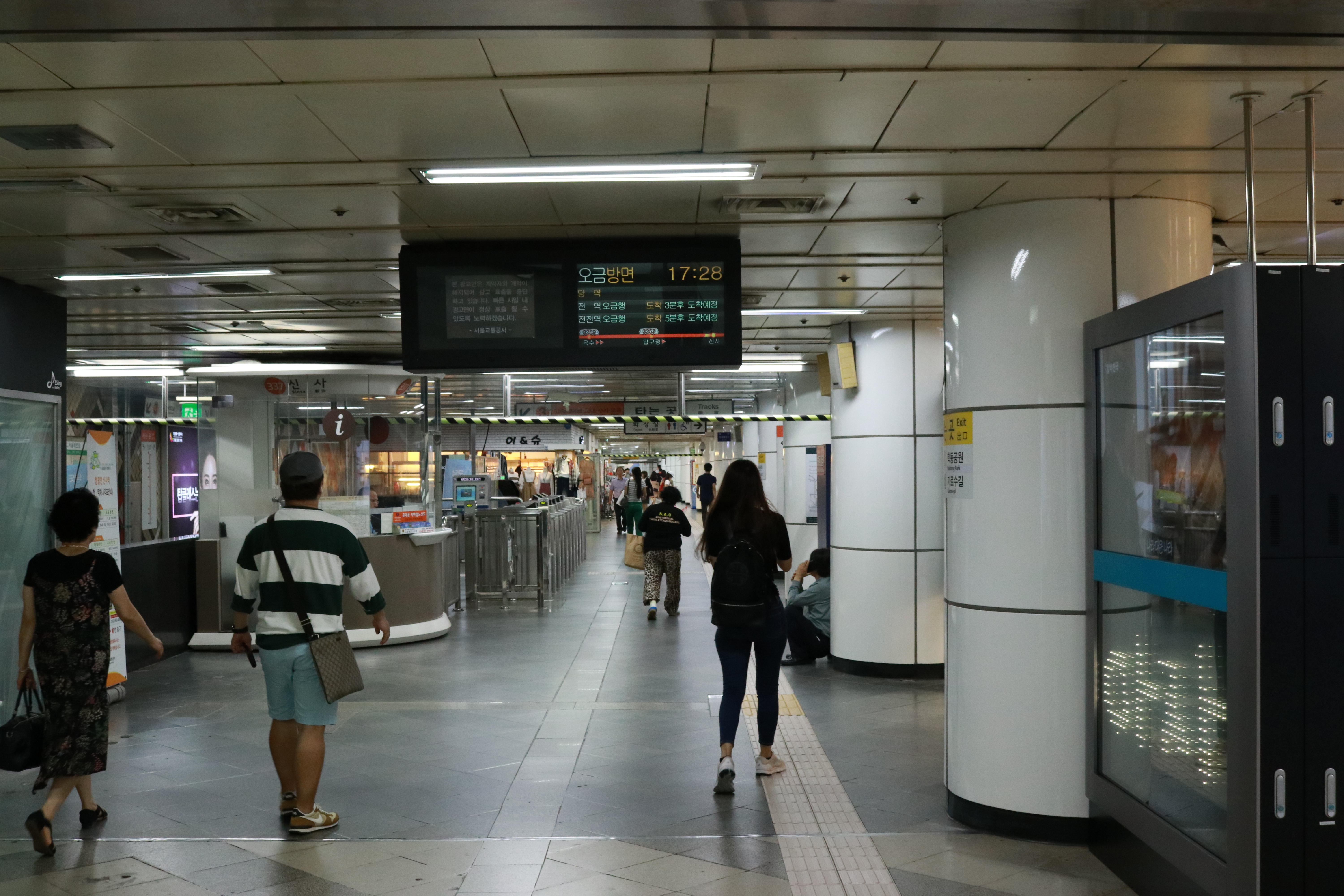
Sảnh
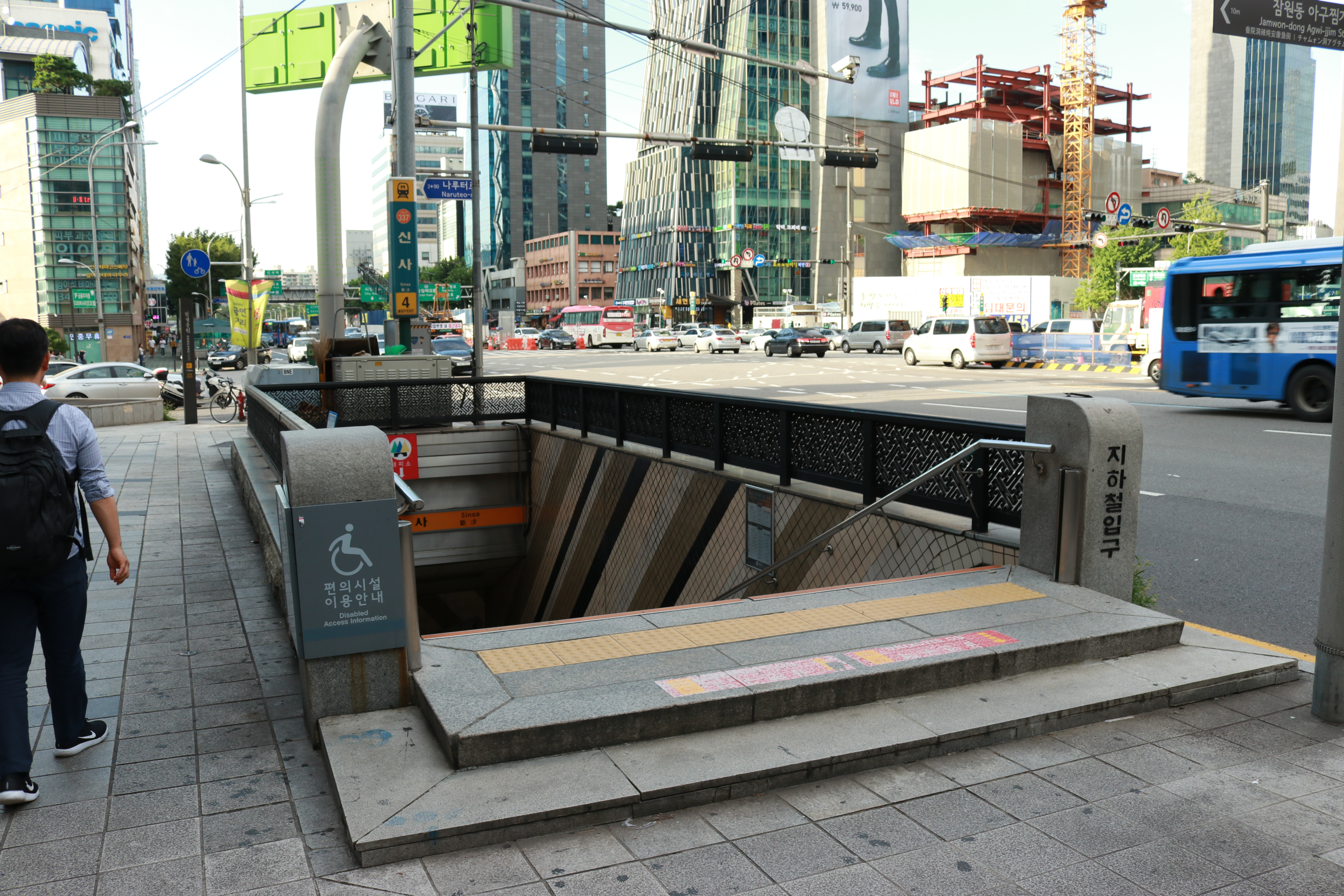
Lối vào 4
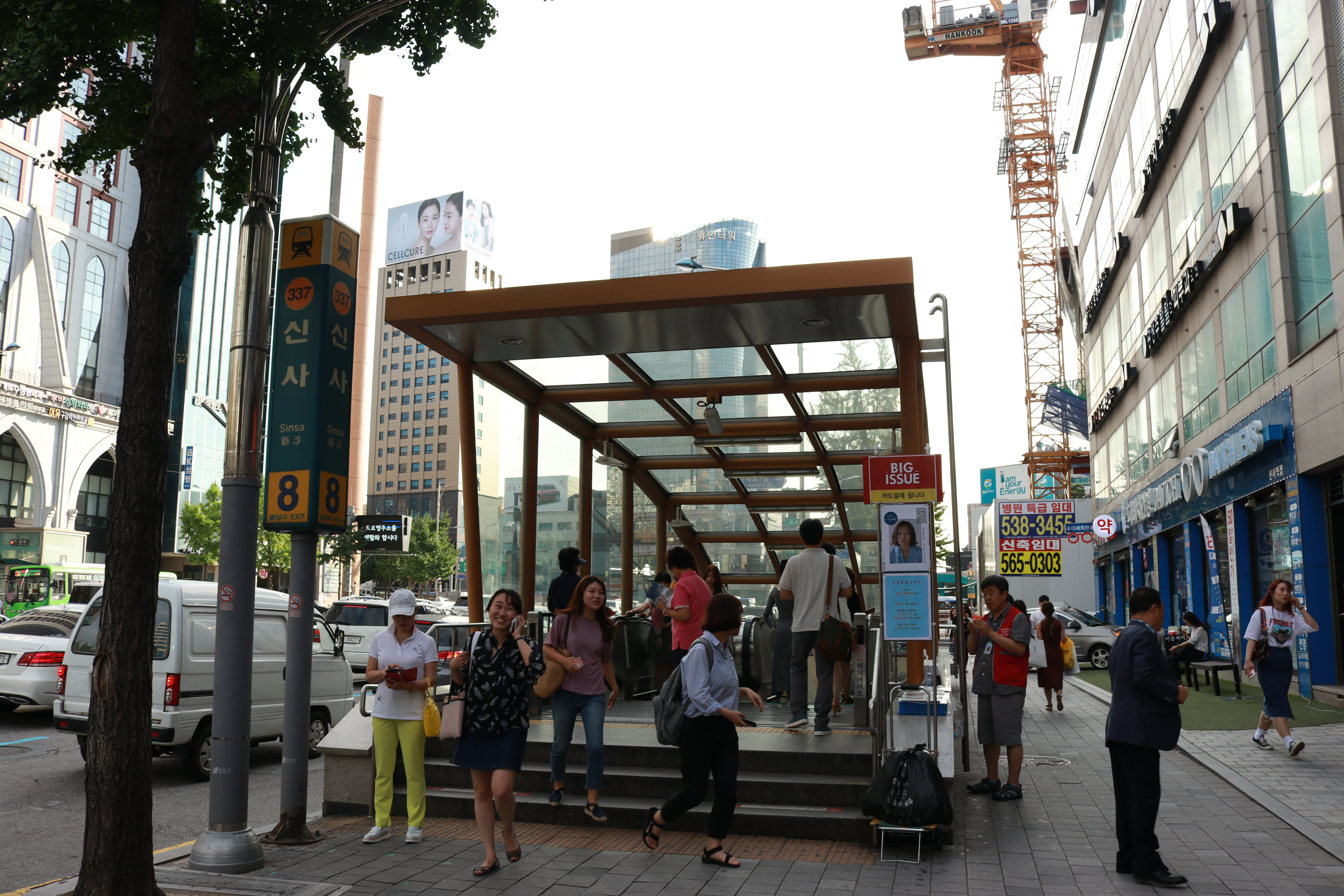
Lối vào 8
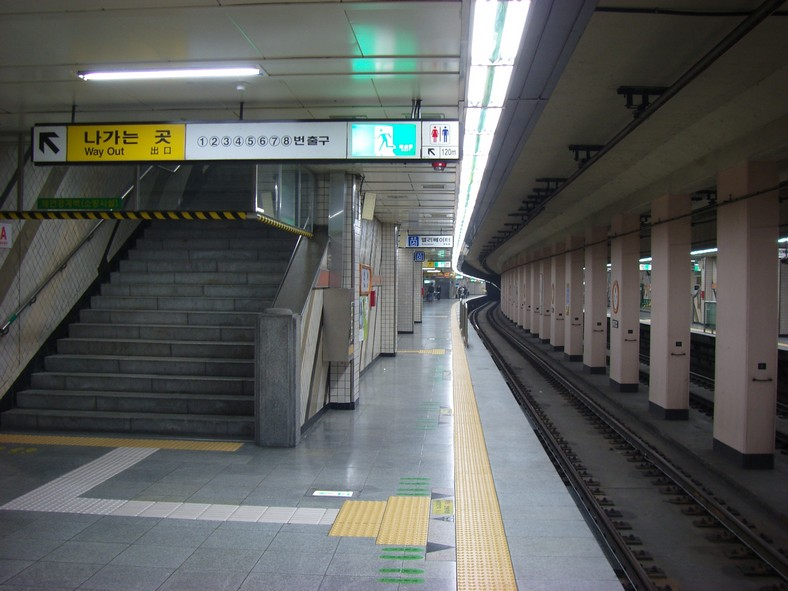
Sân ga Tuyến 3 (Trước khi lắp đặt cửa chắn)
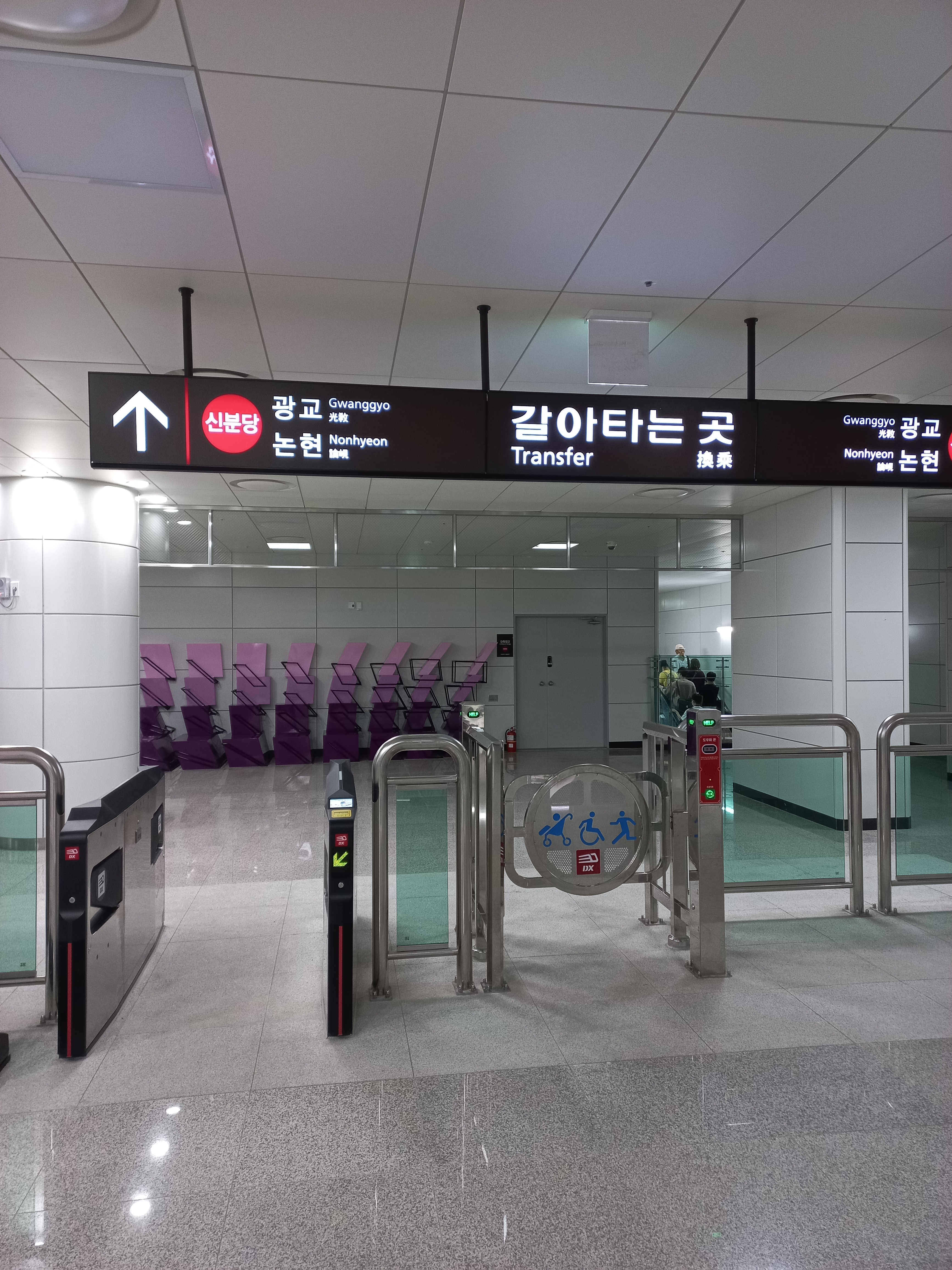
Cổng chuyển tuyến